# アズ・イズ・ナウ
アズ・イズ・ナウ（As Is Now）は、ポール・ウェラーが2005年に発表したアルバム。

## 解説
レコーディングはロンドンで行われたが、ミックスは前作『スタジオ150』を録音したオランダのStudio 150で行われた。ブックレットには、2005年1月に他界したジム・キャパルディ（トラフィックのドラマー）への追悼文が寄せられている。
「フロム・ザ・フロア・ボーズ・アップ」（全英6位）、「カモン/レッツ・ゴー」（全英15位）、「ヒア・イズ・ザ・グッド・ニュース」（全英21位）がシングルとしてリリースされ、2006年2月には、それら3曲と「ブリンク・アンド・ユー・ウィル・ミス・イット」を収録した限定EP「The As Is Now EP」をリリース。日本では、未発表曲、シングルのカップリング曲、既発曲のリミックス等を収録したCDと、PV5曲を収録したDVDから成る企画盤『カモン/レッツ・ゴー〜ジャパン・オンリー・エディション』がリリースされた。

## 収録曲
全曲ポール・ウェラー作。
1. ブリンク・アンド・ユー・ウィル・ミス・イット - "Blink and You'll Miss It" - 3:23
2. ペイパー・スマイル - "Paper Smile" - 3:06
3. カモン/レッツ・ゴー - "Come On/Let's Go" - 3:16
4. ヒア・イズ・ザ・グッド・ニュース - "Here's the Good News" - 2:57
5. スタート・オブ・フォーエヴァー - "The Start of Forever" - 4:56
6. パン - "Pan" - 2:26
7. オール・オン・ア・ミスティ・モーニング - "All on a Misty Morning" - 4:30
8. フロム・ザ・フロア・ボーズ・アップ - "From the Floorboards Up" - 2:27
9. アイ・ワナ・メイク・イット・オールライト - "I Wanna Make It Alright" - 3:39
10. サヴェイジズ - "Savages" - 2:58
11. フライ・リトル・バード - "Fly Little Bird" - 3:44
12. ロール・アロング・サマー - "Roll Along Summer" - 3:40
13. ブリング・バック・ザ・ファンク - "Bring Back the Funk" (Pts 1 & 2) - 7:13
14. ペブル・アンド・ボーイ - "The Pebble and the Boy" - 5:03
日本盤には約30秒の空白の後に下記ボーナス・トラック収録
15. オレンジ・アンド・ローズウォーター - "Oranges and Rosewater" - 3:04
16. シャイン・オン - "Shine On" - 4:08

## 参加ミュージシャン
- ポール・ウェラー - ボーカル、ギター、ピアノ
- スティーヴ・クラドック - ギター
- デーモン・ミンケラ - ベース
- スティーヴ・ホワイト - ドラムス
- ジャコ・ピーク - サックス
- ベンジャミン・ハーマン - サックス
- Jan Van Duikeren - トランペット、フリューゲルホルン
- Louk Boudesteijn - トロンボーン
- ロージー・ウェタース - チェロ(on 6.)
- ガスタフ・クリント・ストリング・カルテット - ストリングス